# Makov (Moravia meridionale)
Makov (in tedesco Makow) è un comune della Repubblica Ceca facente parte del distretto di Blansko, in Moravia Meridionale.